# Stelberg
Die Hofstelle Stelberg mit rund 30 Einwohnern ist ein Ortsteil der Gemeinde Lindlar im Oberbergischen Kreis im Regierungsbezirk Köln in Nordrhein-Westfalen (Deutschland).

## Lage und Beschreibung
Stelberg liegt nördlich von Lindlar, südwestlich von Breun und nördlich von der Ortschaft Steinenbrücke. Die Gemeinde ist über eine Zufahrtsstraße an die Landesstraße 284 angebunden. Nachbarorte sind Müllerhof und Oberfeld.

## Geschichte
Der Name des Ortes lässt sich auf „steil“ (=steigal) zurückführen. In einer Urkunde vom 1. September 1550 wird erwähnt: Stelbrich (=Stelberg) by Felde (=Unterfeld), 1 sol, hait Keiß Petter (=Käse-Peter).
1830 hatte Stelberg 11 Einwohner.

## Busverbindungen
Schulbus:
- Z12a Stelberg – Müllerhof – Oberfeld – Roderwiese – Unterfeld (Schulbuszubringer)

Haltestelle Unterfeld:
- 332 Wipperfürth – Lindlar – Remshagen – Engelskirchen Bf. (OVAG)

## Personen in Stelberg geboren
- Johann Paul Kremer, * 6. Dezember 1883 in Stelberg, † 8. Januar 1965 in Münster, Universitätsprofessor an der Westfälischen Wilhelms-Universität, NS-Täter (stellv. Lagerarzt im KZ Auschwitz-Birkenau)